# Хащуватська трагедія
Хащуватська трагедія — одна з подій Голокосту в Україні, масове знищення єврейського населення с. Хащувате під час німецької окупації. Відбувалося з 16 по 20 лютого 1942 року. Всього було вбито більше ніж тисячу осіб, з них 376 дітей. Таку ж назву має меморіал на честь загиблих, споруджений у селі.

## Хронологія трагедії

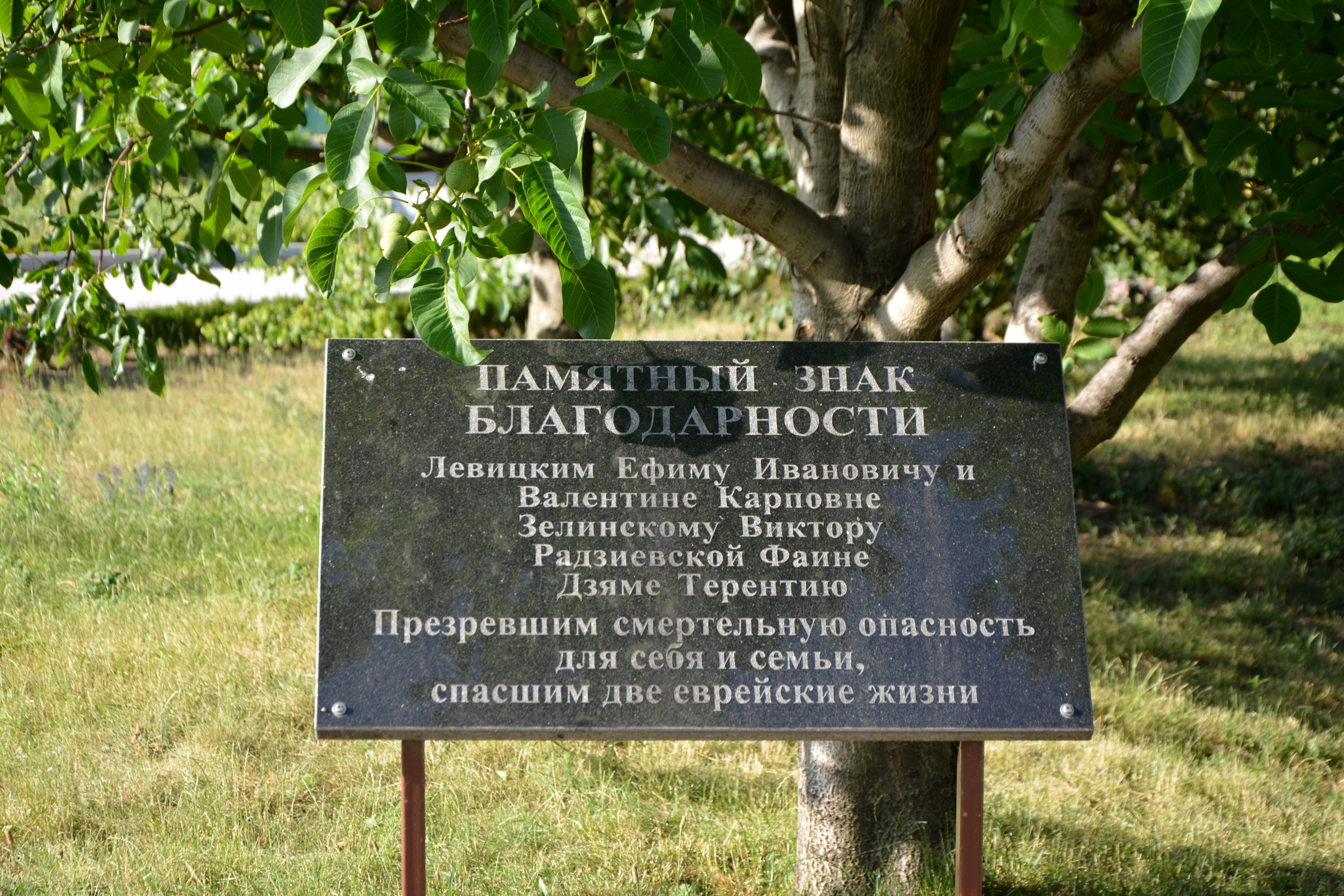
Пам'ятний знак на честь українців, які врятували євреїв у с. Хащувате

29 липня 1941 року село Хащувате було окуповане німецькими військами. Через деякий час почалися утиски єврейського населення — їм забороняли жити у своїх домівках, поселяли по 4-5 сімей в одному будинку, реєстрували місце проживання, видавали спеціальний номер і забороняли віддалятися від місця реєстрації.
12 лютого 1942 року чоловіків-євреїв вигнали вичистити глинище, яке потім стало братською могилою для розстріляних.
16 лютого 1942 року о 8-й годині ранку почалися розстріли. Поліцаї  допроваджували євреїв до місця страти, вбивали цілими сім'ями, грабували їхні домівки. Розстріли тривали до 20 лютого. Тих, хто намагався сховатися, відшукували та вбивали. Всього було знищено понад 1000 євреїв, з них 376 дитини.
Деяким жертвам вдалося вижити. Одинадцятирічна Ріва Ташлицька залишилась живою серед мертвих тіл і змогла вибратися з ями, її прихистила на ніч родина Терентія Захаровича Дзями, після цього два з половиною роки переховували в сусідньому селі  Валентина та Юхим Левицькі. Також від катів зміг сховатися місцевий житель Ісак Крис.

## Розслідування

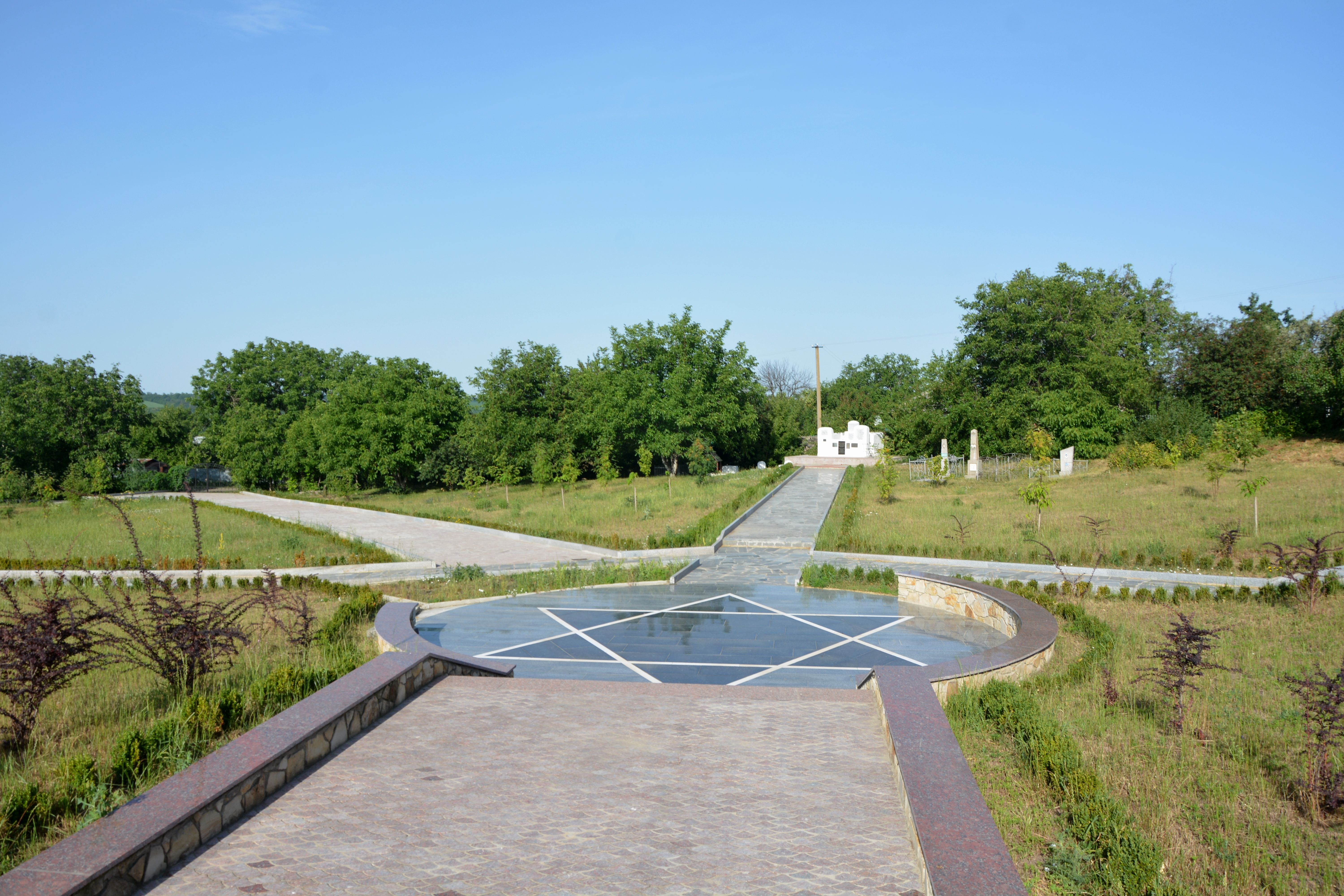
Меморіал в пам'ять про Хащуватську трагедію

Після того, як у березні 1943 року село зайняли радянські війська, було створено комісію по розслідуванню цього масового злочину. У кар'єрі було знайдено рештки 975 вбитих. На основі розслідування було відкрито карні справи стосовно 22 осіб, винних у розстрілах.
У лютому 2020 року СБУ області передала копії архівних документів розслідування масового розстрілу єврейського населення села у 1942 році музею у Гайвороні.

## Вшанування пам'яті

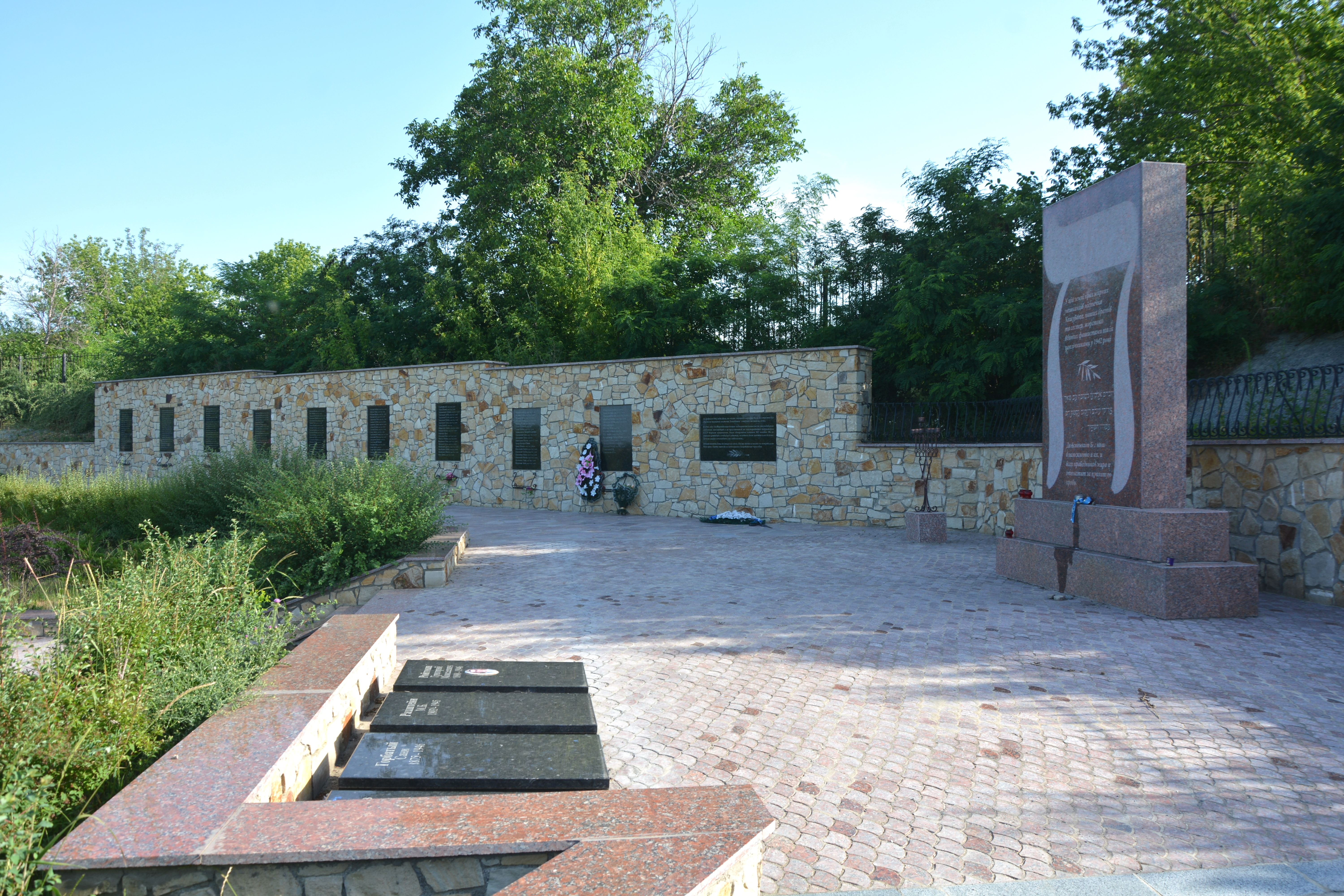
Меморіал в пам'ять жертв Хащуватської трагедії

У часи СРСР на місці розстрілу відкрили меморіальну стелу на честь жертв, але фактично події Голокосту замовчувались, до них намагались не привертати зайвої уваги. 
Події трагедії описав уродженець села, вчитель,краєзнавець, письменник Леонід Солгутовський в книзі "Нариси з історії Гайворонського краю", виданої у 1999 році.
У 2013 році Міністерство культури України оголосило місце розстрілу на єврейському кладовищі пам'ятником культурної спадщини місцевого значення. Цього ж року з ініціативи уродженця села Бориса Ташлицького було створено благодійний фонд «Меморіал Хащуватської трагедії», який поставив за мету будівництво комплексу в пам'ять про жертв трагедії. Очолив фонд редактор, журналіст Юхим Мармер. Гроші на пам'ятник були зібрані з добровільних пожертв. 
Восени 2013 року розпочалося будівництво меморіалу, яке очолив ліквідатор аварії на ЧАЕС Віктор Бевзенко. Була створена Стіна плачу, на якій викарбувані прізвища розстріляних, мощені доріжки, які розходяться від центрального зображення Зірки Давида, гранітні надгробки з іменами загиблих. Комплекс  вважається одним з найбільших в Європі меморіалів в пам'ять про Голокост.
Кожен рік 16 лютого тут проводяться жалобні заходи за участю нащадків та родичів жертв трагедії, влади, місцевих жителів, вчителів та учнів Хащуватського ліцею, журналістів.